# Ландшафтно-рекреационный парк
Ландшафтно-рекреационный парк — категория природно-заповедного фонда регионального (местного) значения в Крыму.

## История
В 2009 году, согласно части 4 статьи 3 Закона Украины  «Про природно-заповедный фонд Украины», Верховный Совет АРК установил дополнительную категорию территорий и объектов природно-заповедного фонда местного значения в Автономной Республике Крым — ландшафтно-рекреационный парк, Постановлением Верховного Совета АРК от 18.11.2009 р. № 1456-5/09. 
Парки является ландшафтно-рекреационными парками регионального значения, согласно Распоряжению Совета министров Республики Крым от 5 февраля 2015 года №69-р Об утверждении Перечня особо охраняемых природных территорий регионального значения Республики Крым.

## Описание
Парки созданы с целью сохранения в природном состоянии типичных и уникальных природных и историко-культурных комплексов и объектов, а также обеспечения условий для эффективного развития туризма, организованного отдыха и рекреационной инфраструктуры в природных условиях с соблюдением режима охраны заповедных природных комплексов и объектов, содействия экологическому образованию и воспитанию населения. 
Крупнейший по площади парк — Бахчисарай (10 300 га), наименьший — Битак (55 га). Территория парков кроме суши включает акваторию моря (Атлеш, Бакальская коса, Лисья бухта – Эчки-Даг, Мыс Такиль, Тихая бухта) или озёр (Донузлав — озеро Донузлав, Бакальская коса — акватория и Бакальское озеро). 
Ландшафтно-рекреационный парки:
1. Атлеш
2. Бакальская коса
3. Бахчисарай
4. Битак
5. Донузлав
6. Лисья бухта – Эчки-Даг
7. Мыс Такиль
8. Ойбурский
9. Научный
10. Тихая бухта
11. Урочище Кизил-Коба